# 德梅特里奧·阿爾貝蒂尼
德梅特里奥·阿尔贝蒂尼（義大利語：Demetrio Albertini，1971年8月23日—），意大利已退役足球員，曾長時間效力意大利球會AC米兰。意大利足球傳奇巨星之一。

## 生平
阿尔贝蒂尼出身於AC米兰青训营，出露锋芒后，于90/91赛季租借至乙级球会帕多瓦。1991年卡佩罗接替沙基成为米兰主教练，随即启用阿尔贝蒂尼代替安切洛蒂。之后米兰迎来最辉煌的时期。意甲联赛，91/92年至93/94年赛季三连冠，期间58场不败的纪录至今未有球队打破，92/93的单赛季不败只有阿森纳可以媲美。欧洲冠军杯，1993至1995连续三年进入决赛，并于1994年在雅典以4-0击败西甲霸主巴塞罗那，成为冠军；92/93赛季的欧冠，决赛前的10场比赛，米兰保持全胜，十连胜的记录直至05/06赛季才被巴塞罗那追平。作为组织核心，阿尔贝蒂尼居功至伟。
凭借米兰的出色表现，阿尔贝蒂尼早早入选意大利国家队，参加1994年世界杯，以主力身份打满全部7场比赛，赢得亚军。阿尔贝蒂尼在点球决战中位列巴雷西之后第二个出场，成为世界杯决赛史上最年轻的点球选手，当时不满23岁。
1995年之后由于卡佩罗离任，加之球队老化，AC米兰成績下滑，连续两赛季跌出前十。但巴雷西的退役，使阿尔贝蒂尼成为新的领袖，以组织见长的他在96/97赛季进球数达到8个，为个人最高纪录。98/99赛季，阿尔贝蒂尼的传球与比尔霍夫的头球配合所向无敌，在不被看好的大势下逆转夺冠。之后阿尔贝蒂尼受伤病所累，出场减少。2002年安切洛蒂出任米兰主教练。世事变迁因果循环，当年被阿尔贝蒂尼取代而退役的安切洛蒂立即着手更换球队核心，因此阿尔贝蒂尼於2002年租借至西班牙的马德里竞技，2003年再被租借至拉齐奥，2004年夏天加入亚特兰大。半个赛季后阿尔贝蒂尼被里杰卡尔德带到西甲球队巴塞罗那，作为重要的辅助球员获得当赛季西甲冠军。
04/05赛季结束后，巴塞罗那大幅引援，不再与阿尔贝蒂尼续约。新合约难觅，阿尔贝蒂尼遂于2005年底宣告退役。
国家队生涯，从1992年开始至2001年，阿尔贝蒂尼作为主力征战10年。从号码上可见一斑，94年世界杯11号，96年欧锦赛10号，98年世界杯9号，2000年欧锦赛4号。2002年3月27日阿尔贝蒂尼最后一次代表国家队出场，客场对垒英格兰，下半场替补出场，助攻蒙特拉2球，是时18号。
阿尔贝蒂尼的告别赛于2006年3月在聖西路球場举行，出场比赛的欧洲足球先生便有7位：古利特、范巴斯滕、帕潘、维阿、舍甫琴科、罗纳尔迪尼奥、卡卡（2007）。
2006年開始擔任意大利足協副主席至今。

## 榮譽
- 意甲聯賽冠軍：1992、1993、1994、1996、1999
- 西甲聯賽冠軍：2005
- 歐洲聯賽冠軍杯：1994
- 世界杯亞軍：1994
- 歐洲國家杯：2000（亞軍）